# RhönEnergie Fulda
Die RhönEnergie Fulda GmbH ist ein kommunales Energieversorgungsunternehmen in Fulda.

## Geschichte
Das Unternehmen ist im Sommer 2013 nach Beschlüssen des Fuldaer Kreistages, der Fuldaer Stadtverordnetenversammlung sowie der ÜWAG-Zweckverbandsversammlung aus der Verschmelzung der Gas- und Wasserversorgung GmbH (GWV) Fulda auf die Überlandwerk Fulda AG entstanden. Es entstand ein regionaler Versorger, der in ganz Deutschland aktiv ist und rund 300.000 Menschen sowie zahlreichen Unternehmen in der Region Strom, Erdgas und Trinkwasser sowie vielfältige Dienstleistungen aus einer Hand bietet. Die verantworteten Leitungsnetze in der Region sind rund 8.000 Kilometer lang.
Gesellschafter des Unternehmens sind die Stadt und der Landkreis Fulda, der Landkreis Hersfeld-Rotenburg sowie das Stadtwerke-Netzwerk Thüga AG.

## Tochterunternehmen
- RhönEnergie Effizienz + Service GmbH
- RhönEnergie Erneuerbare GmbH
- OsthessenNetz GmbH
- Bio Than GmbH
- RhönEnergie Verkehrsservice GmbH
- RhönEnergie Bus GmbH
- VGF Verkehrsgesellschaft Region Fulda mbH
- Bäder Betriebs GmbH
- RhönEnergie Osthessen GmbH
- RhönEnergie Kundenservice GmbH
- RhönEnergie Beteiligungs GmbH

## Betriebsbereiche

### Strom
1912 wurde die Elektrizitätswerk Fulda AG gegründet, 1919 ging daraus der Zweckverband Überlandwerk Fulda-Hünfeld-Schlüchtern hervor. Die Gründung stellt gleichzeitig den Beginn der Stromversorgung in der Region dar. Im Jahr 1939 wurden bereits 36.000 Kunden mit Strom versorgt und die Überlandwerk Fulda Aktiengesellschaft (ÜWAG) gegründet. Das Versorgungsgebiet und die Anzahl der Kunden stiegen stetig an – 1955 wurden erstmals mehr als 100 Millionen Kilowattstunden im Jahr geliefert. Im selben Jahr erfolgte die Umstellung auf eine einheitliche Spannung im Verteilnetz auf 220/380 Volt im gesamten Versorgungsgebiet – eine wichtige Voraussetzung für sichere und zuverlässige Stromlieferung in der Region.
1975 wurde die Netzleitstelle in Petersberg in Betrieb genommen. Von dort konnten ab 1976 alle Umspannwerke ferngesteuert werden. Im Jahr 2004 nahm schließlich eine moderne Leitzentrale ihre Arbeit auf, die bis heute für das gesamte Netzgebiet zuständig und rund um die Uhr besetzt ist.
Das Leitungsnetz für Nieder- und Mittelspannung der RhönEnergie Fulda beträgt inzwischen über 6.000 Kilometer, 98 Prozent des Niederspannungsnetzes sind erdverkabelt.

### Erdgas
Im Sommer 1862 beschloss der Rat der Stadt Fulda eine Gas-Straßenbeleuchtung einzurichten. Dafür wurde im Oktober 1863 am Rande der Stadt ein Gaswerk mit einem Retortenofen in Betrieb genommen. Bereits ein Jahr später leuchteten in Fulda 160 Gaslaternen sowie 800 private Gaslampen.
Aufgrund der starken Nachfrage wurde 1875 ein zweiter Retortenofen in Dienst gestellt. Wie auch in anderen Städten wurde hier aus Kohle sogenanntes Stadtgas produziert. Zur Speicherung baute man 1895/96 einen Gasometer. Zu Beginn des Ersten Weltkriegs verfügte das Fuldaer Gaswerk bereits über vier moderne Kammeröfen zur Gaserzeugung sowie eine Ammoniakfabrik und eine Koksbrechanlage.
Als im frühen 20. Jahrhundert in Fulda der elektrische Strom Einzug hielt, verlagerte sich in den Folgejahren auch hier der Gasabsatz von der Beleuchtung hin zur Nutzung im Haushalt (Kochen, Backen, Warmwasserbereitung und Heizen). Im Zweiten Weltkrieg wurden der Gasometer und das Stadtgas-Rohrnetz stark beschädigt. Nach Kriegsende begann der Wiederaufbau, und 1954 waren in Fulda ein eigenes Mitteldrucknetz und ein Kugelhochdruck-Gasbehälter fertiggestellt.
1963, zum 100. Geburtstag des Gaswerks, wurden die Stadtwerke Fulda Gesellschafter der Gas-Union Frankfurt/Main und bald darauf an das Ferngasnetz angeschlossen. So konnte man fortan auf die Eigenerzeugung verzichten. Als die Stadt dann 1970 an das überregionale Erdgasnetz angeschlossen wurde, stand dieser Energieträger nun erstmals unbegrenzt zur Verfügung. In den Folgejahren nahm in Fulda und Osthessen die Zahl der privaten und gewerblichen Erdgasnutzer kontinuierlich zu.

### Trinkwasser
Bis ins späte 19. Jahrhundert versorgten sich die Einwohner Fuldas mit Wasser aus öffentlichen Brunnen. Der Aufbau eines Wassernetzes begann 1889 mit der Erschließung eines bis heute ergiebigen Quellgebiets in der nahen Rhön und dem Bau einer 20 km langen Wasser-Transportleitung, die 1891 in Dienst gestellt wurde. Das Rhön-Wasser floss aus eigener Kraft bis zum Frauenberg im Herzen der Stadt, speiste einen Hochbehälter und wurde von dort den Haushalten zugeleitet. 1892 gab es in Fulda bereits 980 Wasserhausanschlüsse, deren Zahl in den Folgejahren rasch zunahm.
1926 und 1927 entstanden im Bereich der Stadt Fulda zwei weitere Hochbehälter und 1932 wurde ein erstes Grundwasser-Pumpwerk in der innenstadtnahen Fulda-Aue errichtet. Damit stand der wachsenden Stadt nun ergänzend zum Rhön-Wasser auch Brunnenwasser zur Verfügung. Für den nötigen Druck sorgte ein 1936 eingeweihtes Druckerhöhungspumpwerk in Fulda-Neuenberg.
1955/56 sowie zwischen 1976 und 1984 wurden im Westen der Stadt zahlreiche neue Brunnen gebohrt. Zur Aufbereitung des Brunnenwassers wurde 1958 am Stadtrand ein großes Wasserwerk errichtet. 1976 erwarb die Gas- und Wasserversorgung Fulda (GWV) die Wasserversorgungsanlagen der Gemeinde Eichenzell, 1980 die der Gemeinde Ebersburg.
Heute beliefert die RhönEnergie Fulda in der Stadt Fulda sowie in den Gemeinden Ebersburg und Eichenzell insgesamt 80.000 Menschen mit Trinkwasser. Etwa ein Fünftel davon stammt weiterhin aus Quellen in der Rhön, der Rest aus Tiefbrunnen. Das Unternehmen verfügt über insgesamt 30 Brunnen (21 im Westen der Stadt), 10 Wasserwerke, 21 Hochbehälter sowie ein Rohrnetz von rund 850 Kilometer Länge.

### Fernwärme
Im Mai 1962 wurde der Grundstein für die Fernwärmeversorgung in Fulda gelegt. Zwei Jahre später nahm das erste Fernheizkraftwerk die Versorgung auf. Inzwischen unterhält das Unternehmen in der Stadtregion Fulda mehrere Heizwerke, in denen zuverlässig Wärme durch Gas Heizkessel, sowie Strom und Wärme aus Blockheizkraftwerken (BHKW) erzeugt wird. Primärenergie dafür ist Erdgas. Die Nutzer erhalten über ein Rohrnetz Heizungswasser frei Haus und verwenden es dann entweder zum Heizen oder zur Brauchwasser-Erwärmung. Die versorgten Gebäude benötigen keinen zusätzlichen eigenen Wärmeerzeuger.
Das größte Fernheizwerk des Unternehmens befindet sich in Fulda Ziehers-Nord und versorgt fast einen ganzen Stadtteil, darunter mehrere Schulen, Sportstätten sowie des Sportbad Ziehers-Nord. Ähnlich werden die Gebäude der ehemaligen US-Einrichtung „Downs Barracks“ (Heizwerk Haimbacher Straße), das Siedlungsprojekt Johannesberg sowie eine Wohnanlage der Gemeinnützigen Wohnungsgenossenschaft eG Fulda am Waldschlösschen mit Wärme beliefert.

### Breitband
Von 2011 bis Ende 2015 baute die RhönEnergie Fulda eine Breitbandinfrastruktur mittels Glasfaser im Landkreis Fulda auf. Gestartet wurde in den Gemeinden Dietershausen und Dipperz, seit Juni 2012 verfügen sie über schnelle Glasfaseranbindungen. 2012 wurden mit zwei weiteren Gemeinden – Flieden und Hofbieber – Verträge über den Ausbau geschlossen. Im gleichen Jahr starteten auch die Bauarbeiten dort.
Im Mai 2013 beschloss der Kreistag, dass auch der restliche Landkreis durch die RhönEnergie Fulda mit Glasfaser versorgt werden soll. Ende des Jahres konnten bereits weitere Ortsteile (Silges, Rimmels) an das schnelle Internet angeschlossen werden.

### Bäderbetrieb
Für die öffentlichen Schwimmbäder in Fulda – Sportbad Ziehers, Freibad Rosenau, Stadtbad Esperanto – ist die Tochtergesellschaft Bäder Betriebs GmbH zuständig und kümmert sich um deren Betrieb.
Vor Gründung der Bäder Betriebs GmbH im Jahre 1998 betrieb die Stadt Fulda sowohl das Freibad Rosenau, als auch das Sportbad Ziehers. Das im Zentrum von Fulda gelegene Zentralbad gehörte dem Zweckverband Hallenbad Fulda an, der sich aus Mitgliedern der Stadt Fulda, des Landkreises Fulda und des Landkreises Hünfeld zusammensetzte. Jedes Bad hatte bis zu diesem Zeitpunkt einen eigenen Personalstamm. Lediglich für das Freibad Rosenau wurde in den Sommermonaten Personal aus den Hallenbädern rekrutiert.
Um neue Synergien zu ermöglichen und den Personaleinsatz zu optimieren, wurde das Bäderpersonal der Stadt Fulda und des Zweckverbandes Hallenbad Fulda 1998 in die neue Bäder Betriebs GmbH übergeleitet. Die Bäder Betriebs GmbH ist als 100-Prozent-Tochter der Gas- und Wasserversorgung Fulda GmbH (GWV) gegründet worden und seit der Fusion von ÜWAG und GWV im Jahre 2013 eine 100-Prozent-Tochter der RhönEnergie Fulda. Das Sportbad Ziehers wurde am 1. Januar 1999, das Freibad Rosenau am 1. Januar 2005 Eigentum der Gas- und Wasserversorgung Fulda GmbH. Die Bäder Betriebs GmbH wurde mit der Betriebsführung der beiden beauftragt.
Das Zentralbad wurde 2005 geschlossen und später abgerissen. Der Zweckverband Hallenbad Fulda wurde 2005 aufgelöst. Im gleichen Jahr konnte das neue Stadtbad Esperanto eröffnet werden. Die Bäder Betriebs GmbH wurde auch hier mit der Betriebsführung des Bades betraut.
Im Laufe der Jahre erweiterte die Bäder Betriebs GmbH ihren Aktionsradius und übernahm die Betriebsführung mehrerer kommunaler Bäder in der Region:
- Seit 1. April 2007 Betriebsführung Freibad Ehrenberg-Wüstensachsen
- Seit 1. April 2007 Betriebsführung Freibad Steinau-Ulmbach
- Seit 1. April 2008 Betriebsführung Freibad Steinau an der Straße
- Seit 1. April 2009 Betriebsführung Freibad Flieden-Landrücken
- Seit 1. April 2009 Betriebsführung Freibad Hosenfeld
- Vom 1. März 2011 bis zum 31. Dezember 2013 Freizeitbad AquaFit Bad Hersfeld
- Vom 1. März 2011 bis zum 31. Dezember 2013 Freibad Geistal Bad Hersfeld

### Kundenzentrum
In der Fuldaer Innenstadt (Löherstraße 52) befindet sich das Kundenzentrum der RhönEnergie Fulda.

### Energieerzeugung
Bereits seit vielen Jahren entwickelt die RhönEnergie Fulda Konzepte zum Ausbau der nachhaltigen Energieerzeugung und setzt diese um. Windkraft, Solarenergie, Deponie- oder Biogas – zu all diesen Formen der regenerativen Erzeugung gibt es Projekte innerhalb der Unternehmensgruppe: Die Solarparks in Großenlüder und Kalbach, die „Windpartnerschaft Osthessen“, die Biogasanlagen in Eichenzell-Rothemann und Hauneck-Bodes, das Deponiegas-BHKW in Kalbach sowie die Biothan-Anlage auf dem Finkenberg in Großenlüder.

### Verkehr
Die RhönEnergie Fulda bedient als Verkehrsunternehmen mit 213 Bussen und 10,4 Millionen Fahrplankilometern jährlich den Busverkehr im gesamten Landkreis Fulda, in Teilen des Landkreises Hersfeld-Rotenburg (u. a. Stadtbus Bad Hersfeld) sowie in Teilen des Main-Kinzig-Kreises (Bergwinkel um Schlüchtern).